# Wanda Dąbrowska (1920–2006)
Wanda Dąbrowska (ur. 31 lipca 1920 w Warszawie, zm. 12 maja 2006 w Olsztynie) – polska bibliotekarka, organizatorka i pierwszy kierownik Miejskiej Biblioteki Publicznej w Olsztynie.

## Życiorys
Była córką Kazimierza Petrusewicza (1872–1949), prawnika, wykładowcy Uniwersytetu Wileńskiego, i jego drugiej żony, lekarki Marii Klewszczyńskiej (ur. 1879). Jej przyrodnim bratem z pierwszego małżeństwa ojca był biolog Kazimierz Petrusewicz. W 1938 ukończyła Państwowe Żeńskie Gimnazjum im. Elizy Orzeszkowej w Wilnie i podjęła studia na Wydziale Lekarskim Uniwersytetu Wileńskiego, które niebawem musiała przerwać w związku z wybuchem II wojny światowej.
W okresie wojennym, od 1943 do 1945 mieszkała w Rawie Mazowieckiej, gdzie pracowała jako nauczycielka języka polskiego i bibliotekarka.
W 1945 osiadła w Olsztynie. W 1946 podjęła pracę w bibliotekarstwie. Ukończyła kurs zawodowy łódzkiego koła Związku Bibliotekarzy Polskich (1946), później roczny Korespondencyjny Kurs Bibliotekarski (1953). W 1946 organizowała pracę Miejskiej Biblioteki Publicznej w Olsztynie i została jej pierwszym kierownikiem; po centralizacji struktur bibliotecznych w 1955 była zastępcą dyrektora Wojewódzkiej i Miejskiej Biblioteki Publicznej w Olsztynie, przekształconej z kolei w Wojewódzką Bibliotekę Publiczną. Pracowała w tej placówce do emerytury w 1980, a jeszcze przez kolejne dziesięć lat na pół etatu zajmowała się gromadzeniem i opracowaniem zbiorów obcojęzycznych.
Od 1950 była członkinią Stowarzyszenia Bibliotekarzy Polskich, od 1952 należała do Polskiego Towarzystwa Turystyczno-Krajoznawczego. 
We wrześniu 1980 przeszła na emeryturę. W tym samym roku nadano jej tytuł Zasłużonego Obywatela miasta Olsztyna. 
Od 1941 była żoną Bolesława Dąbrowskiego, profesora ekonomiki rybactwa i rektora Wyższej Szkoły Rolniczej w Olsztynie.
Zmarła w Olsztynie, pochowana na cmentarzu komunalnym przy ul. Poprzecznej (kwatera 10A/R1/20).

## Ordery i odznaczenia
- Krzyż Kawalerski Orderu Odrodzenia Polski (1970)
- Złoty Krzyż Zasługi (1959)
- Srebrny Krzyż Zasługi (22 lipca 1952)[2]
- Medal Komisji Edukacji Narodowej (1980)
- Odznaka „Zasłużony Działacz Kultury” (1966)
- Odznaka „Zasłużonym dla Warmii i Mazur”